# 莫克斯維爾鎮區 (北卡羅萊納州戴維縣)
莫克斯維爾鎮區（英語：Mocksville Township）是位於美國北卡羅萊納州戴維縣的一個鎮區。

## 地方資料
莫克斯維爾鎮區的面積為120.69平方千米，皆為陸地。根據2020年美國人口普查的數據，當地共有人口10442人，而人口密度為每平方千米86.52人。